# 驚異大迷宮
《驚異大迷宮》是Midway開發的街機遊戲，1976年10月發行。玩家需在充满挑战的迷宫中，比對手先找到出路。玩家可選單人模式和電腦競爭，也可在雙人模式中与朋友對抗。